# Wybory parlamentarne w Mongolii w 1981 roku
Wybory parlamentarne odbyły się w Mongolii 21 czerwca 1981 roku. W tym czasie kraj był państwem jednopartyjnym, rządzonym przez Mongolską Partię Ludową. MPL zdobyło 344 z 370 miejsc, a pozostałe 26 miejsc zajęli bezpartyjni kandydaci, którzy zostali wybrani przez MPL, ze względu na ich status społeczny. Frekwencja wynosiła 100%, a tylko pięciu z 792 896 głosujących nie oddało głosu.

## Wyniki
| Partia      | Przywódca            | Lista zajętych miejsc | +/- |
| ----------- | -------------------- | --------------------- | --- |
| MPL         | Jumdżaagijn Cedenbal | 344                   | +16 |
| bezpartyjni | brak                 | 26                    | 0   |